# Виноделие во Франции

Винодельческие регионы Франции

Франция — один из крупнейших производителей вина и виноматериалов в мире (49 040 тысяч гектолитров в 2018 году, что эквивалентно 6 млрд бутылок и уступает только показателям Италии). Франция занимает второе место в мире после Испании по площади виноградников (797 тысяч га в 80 департаментах в 2020 году, что составляет 1,3 % территории страны и 2,8 % земель сельхозназначения). Доход от экспорта составил 8,244 млрд евро в 2015 году (мировые лидеры). Французское вино составляет 13 % мирового экспорта вина (2018 год). Франция производит вина разного качества: от самых дорогих и известных по всему миру, до скромных и малоизвестных. Данный сектор экономики, доходы от которого в 2010 году составили 18 млрд евро, обеспечивал 120 000 рабочих мест.
Франция — родина большинства международных (интернациональных) сортов винограда, которые с конца XX века культивируются по всему миру (каберне-совиньон, шардоне, совиньон-блан, мерло, сира и др.). Французское происхождение имеют основополагающие термины виноделия — такие, как «терруар» и «аппелласьон». Во Франции зародились многие винодельческие традиции, распространившиеся с течением времени по другим странам и континентам. Французское виноделие признано во всём мире — это не только важная статья экспорта, но и предмет национальной гордости. Ролан Барт в своей книге «Мифологии» констатировал: «Вино для французов является национальным достоянием, так же, как 360 сортов сыра и её культура». Mногие французские виноделы работают за границей, а люди со всего мира приезжают во Францию учиться виноделию.

## Историческая справка

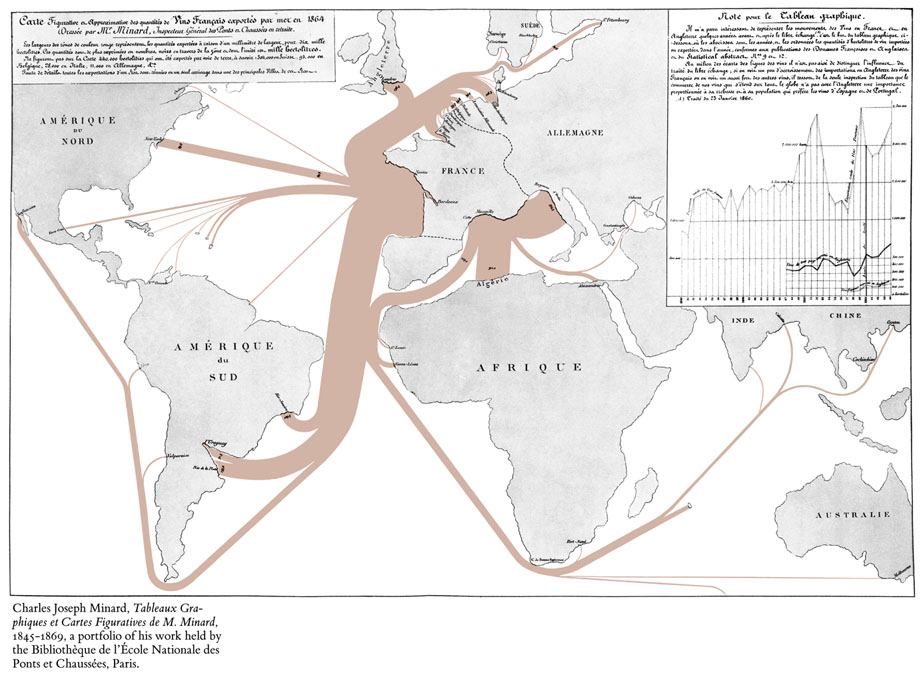
Составленная Минаром в 1864 году карта экспорта французского вина

История виноделия во Франции насчитывает более двух с половиной тысяч лет. Ещё в Средние века потребители в Англии и других северных странах отдавали предпочтение французским винам — особенно «чёрным винам» Аквитании и светлым, полупрозрачным кларетам Бордо. Герцоги Бургундии гордились репутацией «сеньоров лучших христианских вин», а монахи бургундских аббатств (таких, как Сито) отбирали лучшие лозы, совершенствовали винодельческие технологии, научились определять наилучшие почвы и микроклиматы, по сути открыв значение терруара.
В XVIII веке сухие тихие вина в основном экспортировались на Британские острова, сладкие и десертные вина — в Нидерланды, а игристые вина — в Германию и на восток Европы. Технология производства игристого вина была изобретена в Шампани и единственным видом такого вина долгое время оставалось шампанское. К середине XIX века престиж французских тихих и игристых вин достиг пика, а их производители монополизировали международную торговлю такими винами.
Конец «золотому веку» французского виноделия положило вторжение американских болезней и вредителей винограда, которое во второй половине XIX века уничтожило большинство виноградников и поставило французское виноделие под угрозу уничтожения. Пока французские виноградники приходилось высаживать с нуля, а вино с молодых лоз заметно уступало в качестве прежнему, вакуум на рынке заполнили виноделы Италии и Испании, научившиеся производить вино во французском стиле. Таким образом монополия французских вин на международных рынках была безвозвратно утрачена.
С учётом того, что при высадке новых виноградников в конце XIX века многие хозяйства делали ставку на урожайность (стремясь возместить упущенные за время эпидемии доходы), начало XX века ознаменовалось во Франции перепроизводством вина посредственного качества. В 1930-е годы были предприняты меры для возвращения французским винам былого качества и репутации: были законодательно оформлены требования к винам того или иного региона, введено понятие аппелласьона, запрещено производство вина из чуждых Европе сортов наподобие изабеллы и т. п.

## Классификация вина
В 1935 году во Франции было принято много законов, регламентирующих винодельческую промышленность и обобщённых в кодексной системе контролируемых наименований по происхождению. Таким образом, Франция впервые в мире предприняла шаги в области права интеллектуальной собственности виноделов, а именно, закрепив за производителями определённого винодельческого региона право на данное наименование. Впоследствии французская модель интеллектуальной собственности виноделов на наименование была скопирована многими европейскими государствами, во многих языках появилось слово аппеллясьон (фр. «наименование»). Так, например, носить звание шампанских вин теперь имеют право исключительно французские вина бывшей провинции Шампань, а все европейские государства оказались вынуждены переименовать свои игристые алкогольные напитки так, чтобы данная зарегистрированная марка ни в коем случае не упоминалась в названиях и безраздельно принадлежала Франции. Согласно французскому законодательству вино делится на 4 категории: 

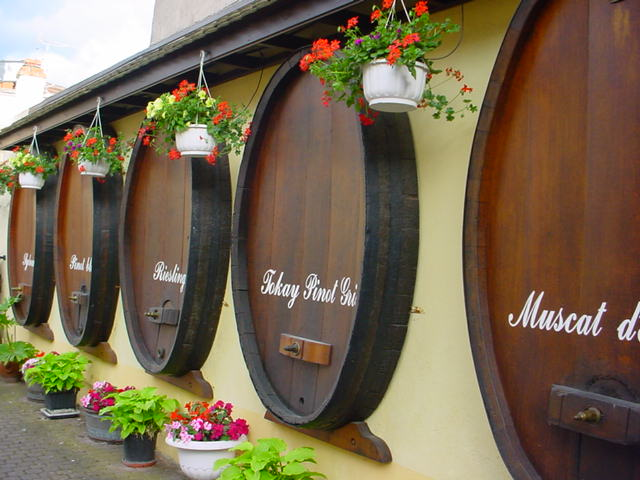
Ёмкости для вин из разных сортов эльзасского винограда

1. Столовые вина (фр. Vin de France) — вина без указания региона географического происхождения. Ранее такие вина имели классификацию- Vin de table. Около 38 % всего объёма производства французских вин. В процессе производства таких вин может использоваться купаж, или, по-другому, смесь вин разных лет урожая из разных регионов Франции. На таких винах может быть не указан год урожая. Для производства этого вина, как правило используется самые экономичные и высокопродуктивные. Тем не менее имеются исключения, когда производители дорогих и качественных вин отказываются следовать правилам производства вин подтверждённого географического происхождения и переходят в категорию Vin de France.
2. Вина земель, или «местные» вина (фр. Vin de pays) — более высокая ступень качества. Эти вина, составляющие около 15 % объёма, должны отвечать строгим стандартам качества. Виноград для них собирается со строго определённых местностей, которых во Франции около 130, названия которых и носят эти вина. Министерство сельского хозяйства устанавливает границы апелласьона, разрешённые на нём сорта винограда, возраст лоз, тип почв, на которых они могут культивироваться, минимальное содержание спирта, что носит название терруара. Основным их отличием от столовых вин является то, что ´´местные вина´´ перед поступлением на реализацию вина проходят обязательную проверку (агреман). Некоторые местные вина по своим вкусовым характеристикам не уступают винам AOC.
3. Марочные вина высшего качества (фр. Vin Délimité de Qualité Superieure (VDQS)) — Старая классификация вина, действовавшая до 31 декабря 2011 года.
4. Вина контролируемых наименований по происхождению (фр. Appellation d'origine contrôlée) — вино из определённой зоны (аппелласьона), произведённое из определённых сортов винограда по определённым технологиям (купаж, выдержка и т. д.). Имеют маркировку AOC и составляют около 35 % всего объёма французских вин. Эта высшая и самая дорогая категория французских вин, именно они являются гордостью французского виноделия.  Правила производства этих вин закреплены в специальном правительственном документе. В нём определены максимальный сбор винограда с гектара, густота посадки, минимальное содержание алкоголя и т. п. Вина подвергаются контролю со стороны Национального Института Контроля Происхождения и Качества (INAO).
Если в названии вина есть слово крю (cru), то это говорит о том, что виноград для вина выращен на участке земли, исторически лучшем, чем в среднем по региону.
Другие критерии классификации французского вина:    
- Цвет (фр. la robe, дословно «одежда, платье»): различается вино белое (vin blanc), красное (vin rouge), розовое (vin rosé), а иногда также и серое (vin gris).
- Содержание сахара в тихих винах: сухое вино (vin sec, меньше 2 грамм сахара на литр вина), полусухое вино (demi-sec, от 2 до 30 грамм сахара на литр), сладкое вино (moelleux, от 30 до 50 грамм сахара на литр), ликёрное вино (vin liquoreux, более 50 граммов сахара на литр).
- По степени выдержки: от выдержанного вина отделяют молодое вино (nouveau: до 6 месяцев выдержки).

## Tерруар и апелласьон

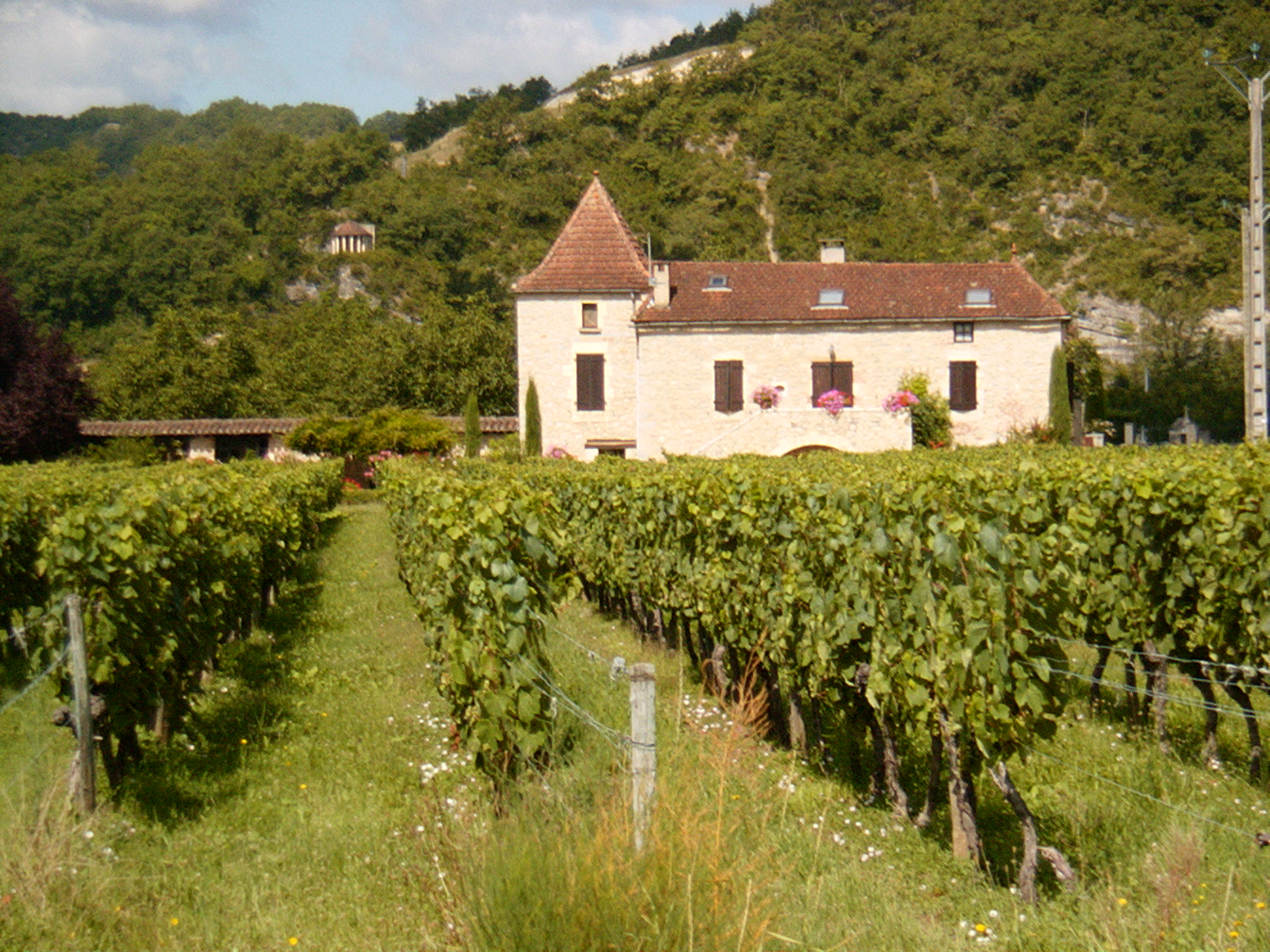
Замок и виноградник в районе Каор

Одно из основных понятий для виноделов Франции — терруар, а именно совокупность почвенно-климатических факторов, определяющих качества вина, таких как: тип почвы, геологическая составляющая винодельческого региона, высота над уровнем моря, крутизна уклона участка, обращённость к солнцу, микроклимат (дождь, ветер, влажность воздуха, температурные колебания и др.  Даже в одном винодельческом регионе не существует двух участков с одним и тем же терруаром, даже на смежных участках, порой на разных склонах одного и того же холма, в силу чего возникла система контролируемого наименования по происхождению, служащая нормативной базой классификации вина по всему миру. Другими словами, один и тот же сорт винограда, культивируемый в разных местах может давать вино с весьма различными вкусовыми качествами. Во Франции наиболее отчётливо понятие терруара проявляется в регионе Бургундия. Так, например, белые вина Drouhin Saint-Veran 2009 и Drouhin Rully 2009 произведены в Бургундии из сорта винограда шардоне, но весьма отличаются по своим вкусовым характеристикам. Тем не менее, в виноделии понятие терруара, и в чём оно заключается, а также его значение до сих пор является весьма спорным. Кроме этого, каждый винодел, знает, какие наиболее удачные годы для винограда и вина, записи о которых регулярно ведутся с XVI века. После второй мировой войны особенно благоприятными для виноградников оказались 1947, 1949 и 1953, затем 1978 и 1979 гг.
Аппелласьоны в их современном понимании (как совокупность географических границ и установленных правил производства) появились сравнительно недавно. Так, во Франции это произошло в начале XX века. Существующая на сегодняшний день практика состоит в указании на этикетке вина его «апелласьона», таким образом на этикетках большинства французских бутылок можно увидеть надпись «Appellation Contrôlée» с указанием конкретного места производства. Во Франции существует 466 официальных аппелласьонов уровня AOC, не говоря уже о сотнях «шато» и vins de pays. Апелласьон — это понятие не строго географическое: регламент апелласьона может содержать набор ограничений на используемые технологии виноградарства и виноделия.

## Винодельческие регионы

### Божоле
Регион Божоле на площади 22 500 Га находится в департаментах Сона и Луара и Рона в долине реки Соны на восточных и южных склонах холмов вблизи города Лион и лежит в континентальном климате, с холодными и сухими зимами и жарким летним периодом. Божоле ассоциируется в основном с молодыми красными винами из винограда сорта гаме, которые принято употреблять через несколько месяцев после сбора урожая (см. божоле-нуво).

### Бордо
Бордо — один из старейших винодельческих регионов Франции, сегодня его виноградники культивируются на площади 113 000 Га и составляют наиболее обширную во Франции зону производства вин контролируемого наименования по происхождению, включая Медок, Грав, Сент-Эмильон и Сотерн. Купажные красные вина Бордо (особенно Медока) с XVIII века задавали виноделам всего мира эталон качества. Равным образом Сотерн славится образцовыми винами позднего урожая. Именно в Бордо винодельческие хозяйства впервые в мире подверглись классификации по уровням качества — произошло это ещё в 1855 году.

### Бургундия

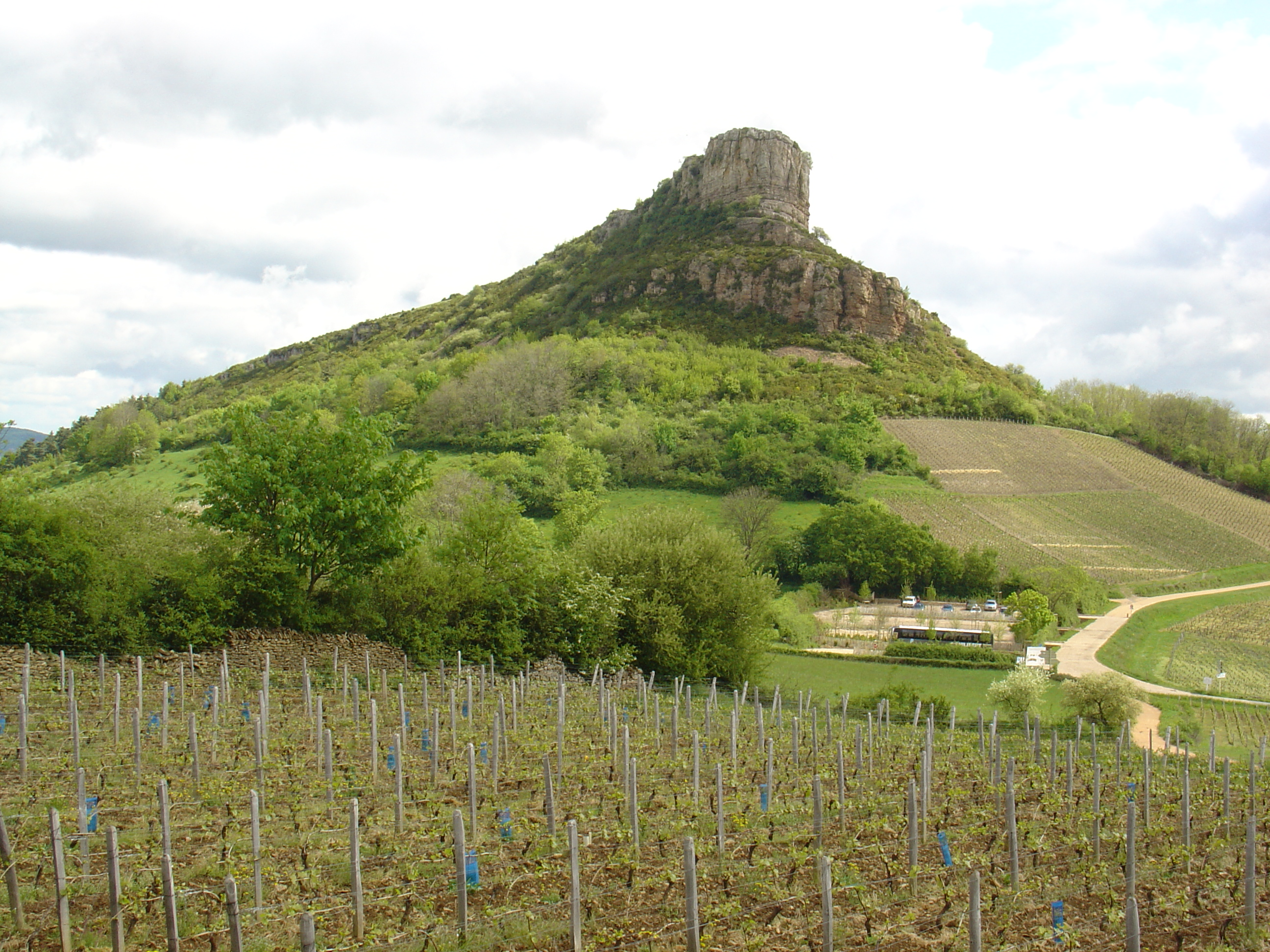
Виноградник у подножия скалы Солютре

Самыми дорогими винами мира являются бургундские, производимые на востоке Франции в регионе площадью 40 000 Га, который тянется с севера на юг почти на две сотни километров. Ещё в Средние века лучшими винами на западе Европы считались бургундские. До революции 1790-х годов владельцами бургундских виноградников были монастыри и высшая знать. В ходе революции они были поделены на множество наделов (парцелл) между мелкими владельцами. Именно здесь придают огромное значение терруару вина, ведь почвы, климат и труд виноградаря рождают в вине тысячи оттенков, поэтому ни один другой регион не может похвастаться таким количеством апелласьонов (около 100). Климат Бургундии полуконтинентальный, почвы — известняки, мергели и гранитные. Именно в Бургундии возникла самая распространённая в наше время форма бокала для тихих вин.

### Долина Луары
Долина Луары — один из крупнейших винодельческих регионов Франции, протянувшийся почти на 300 км вдоль русла Луары и её притоков. Подобно Бургундскому винодельческому региону, состоит из множества разрозненных винодельческих районов с собственными особенностями. По причине большой протяжённости региона в широтном направлении климат в различных его частях меняется от морского к полуконтинентальному. Для защиты от излишней влаги виноградники, как правило, размещаются на восточных склонах холмов. В Луаре преобладает три основных типа почв: известняк (мел), песчаники и сланцы. Вина Луары весьма разнообразны: белые (сухие, полусухие, сладкие), розовые (сухие, полусухие), красные, игристые. Все они, как правило, не предполагают длительного хранения. С берегов Луары происходят культивируемые ныне во всём мире сорта белого винограда — шенен и совиньон.

### Долина Роны

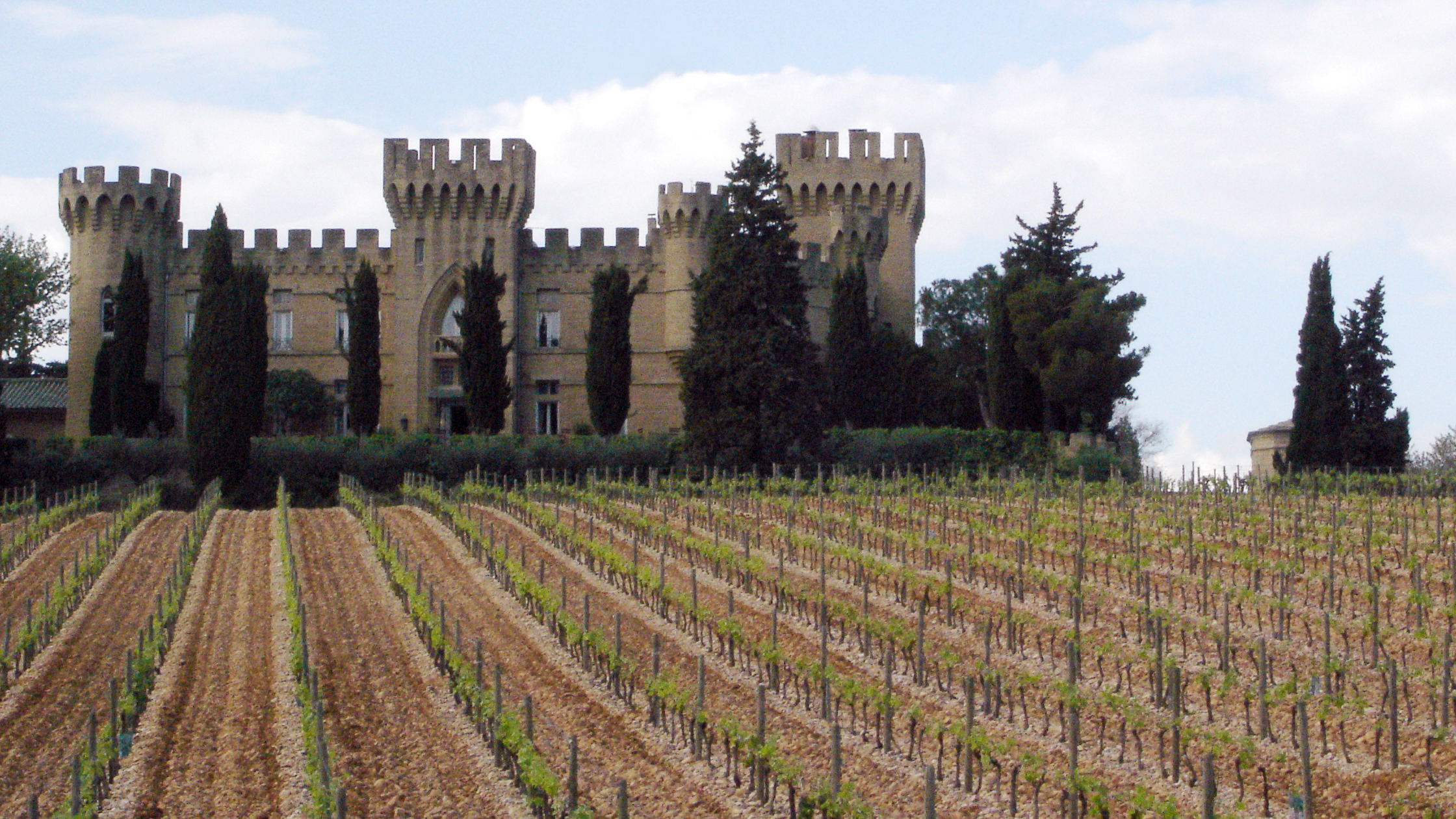
Виноградник апелласьона Шатонюф-дю-Пап, долина Роны

Долина Роны — один из самых древних винодельческих регионов на юге Франции, площадью 70 000 Га, растянувшийся по обоим берегам Роны узкой полосой длиной 225 км от Вьенны до Авиньона. Особая известность винам долины Роны в Средние века связана с переездом папского двора в Авиньон в 1305 году.
Винодельческий регион долины Роны делится на северную и южную части, что связано с исторической традицией, различиями в климате, почвах и сортах винограда. Аппеласьоны северной части Долины Роны: Кот-Роти, Кондриё, Эрмитаж, Кроз-Эрмитаж, Сен-Жозеф, Корнас, Сен-Перей, Шато Грийе. В южной части Долины Роны расположены такие апелласьоны, как «Кот-дю-Рон» (самый большой по площади из французских аппелласьонов), Шатонюф-дю-Пап, Жигонда, Тавель, Кот-дю-Ванту, которые считаются более престижными, а также Жигонда, апелласьон Тавель, Кот-дю-Ванту, Лирак, Кот-дю-Люберон, Клеретт-де-Ди, Кото-дю-Трикастен, Кот-дю-Виваре. Именно апелласьон Шатонеф-дю-Пап, получивший известность благодаря переезду папского престола в Авиньон, всегда являлся примером тщательного соблюдения технологии и служил стандартом всем французским контролируемым наименованиям.

### Корсика
Корсика — средиземноморский остров, присоединённый к Франции в 1768 году. Бо́льшая часть корсиканской винной продукции потребляется местным населением. На Корсике культивируются такие сорта винограда, как Гренаш, Сира, Ниелуччо, Шьякорелло, Верментино и Уни Блан, из которых производится девять вин контролируемого наименования (например, «Вива Корсика»).

### Лангедок-Руссильон
Лангедок-Руссильон — старое название региона на юго-востоке Франции. По занимаемой площади это самый обширный винодельческий регион Франции, который традиционно занимался производством массового продукта (за что получил прозвище «винное озеро»). С начала XXI века в регионе появились новые дочерние апелласьены, производители в которых производят дорогое и качественное вино, участвующее в ведущих винных конкурсах.

### Прованс

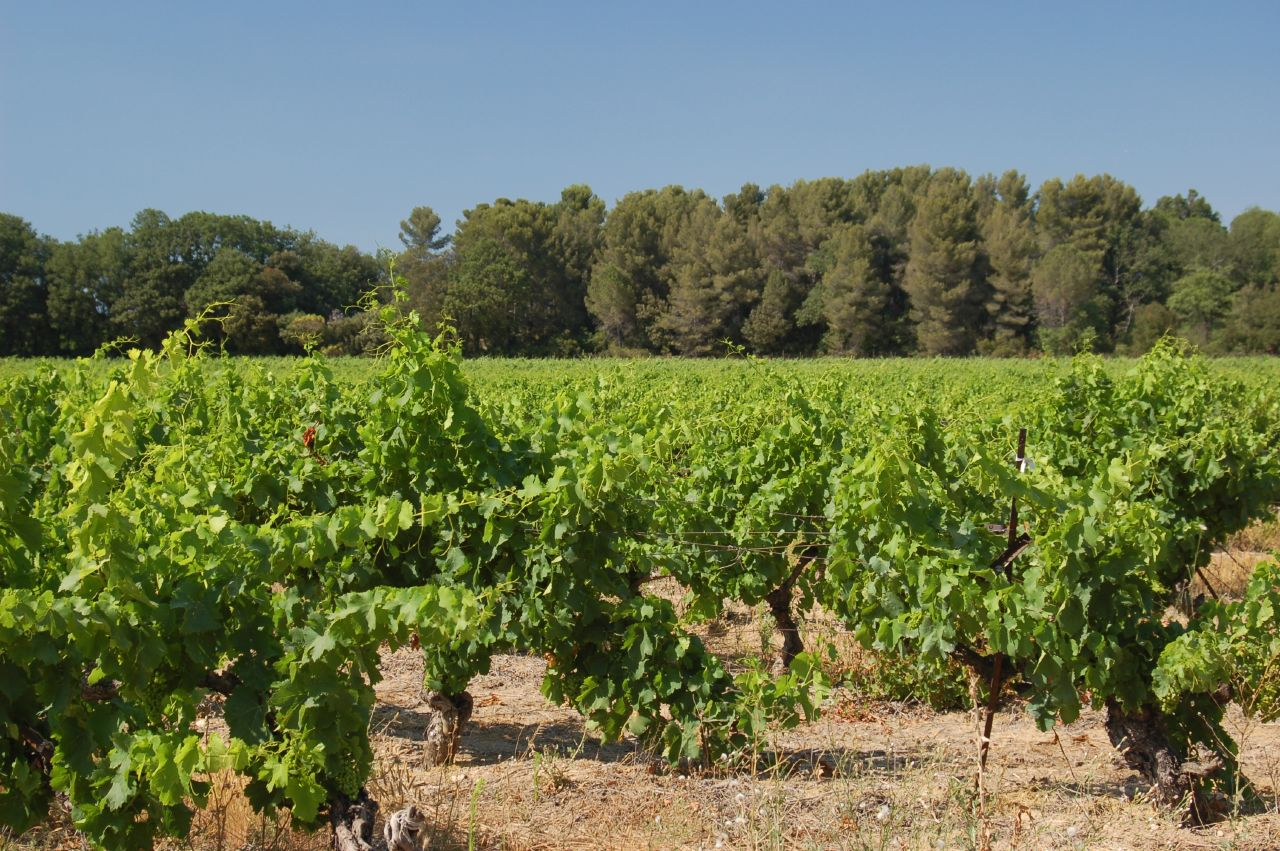
Виноградники в окрестностях Экса

Прованс, расположенный на юге Франции в зоне климата с мягкими зимами, жарким летом и долгой тёплой осенью является самым древним винодельческим регионом Франции, заложенным ещё в VI веке до нашей эры в период первых греческих колоний на берегу Средиземного моря.
Площадь занятых под виноградники земель составляет 116 тыс. га, где культивируются такие сорта винограда, как: Мурведр, Сира, Гренаш, Каберне Совиньон, Бурбулан, Клерет, Семильон, Совиньон, из них с 22 тыс. га производятся вина Контролируемых Наименований, основными из которых являются «Кот де Прованс» (около 800 тыс. гектолитров) и «Кот д’Экс-ан-Прованс».
Наиболее престижным считается красное бархатистое вино из аппеласьона Бандоль. Прованс также является важным производителем местных вин, главным образом, розовых и красных, и небольшого количества белого.

### Шампань
Регион Шампань, расположенный на востоке Франции по-соседству с Бельгией и Люксембургом, является родиной игристого вина — шампанского. Изобретателем шампанского, «вина молодости и любви» считается монах-бенедиктинец аббатства Отвильер дом Пьер Периньон, который открыл секреты купажирования, соединения сока разных сортов винограда, ему впервые пришла в голову мысль подвергать виноградный сок двойному брожению, в результате которого получается шипучее пенистое вино. В 1800 году аптекарь Франсуа из Шалона придумал современную бутылку, в которой учитывается не только цвет стекла, но его толщина и форма. Примерно тогда же мастер Антуан Миллер, работавший у знаменитой мадам Клико разработал технологию «ремюажа», благодаря чему шампанское становилось кристально прозрачным. Шампанские вина могут быть белыми или розовыми. В Шампани производится также неигристое красное вино (AOC Coteaux Champenois).

### Эльзас

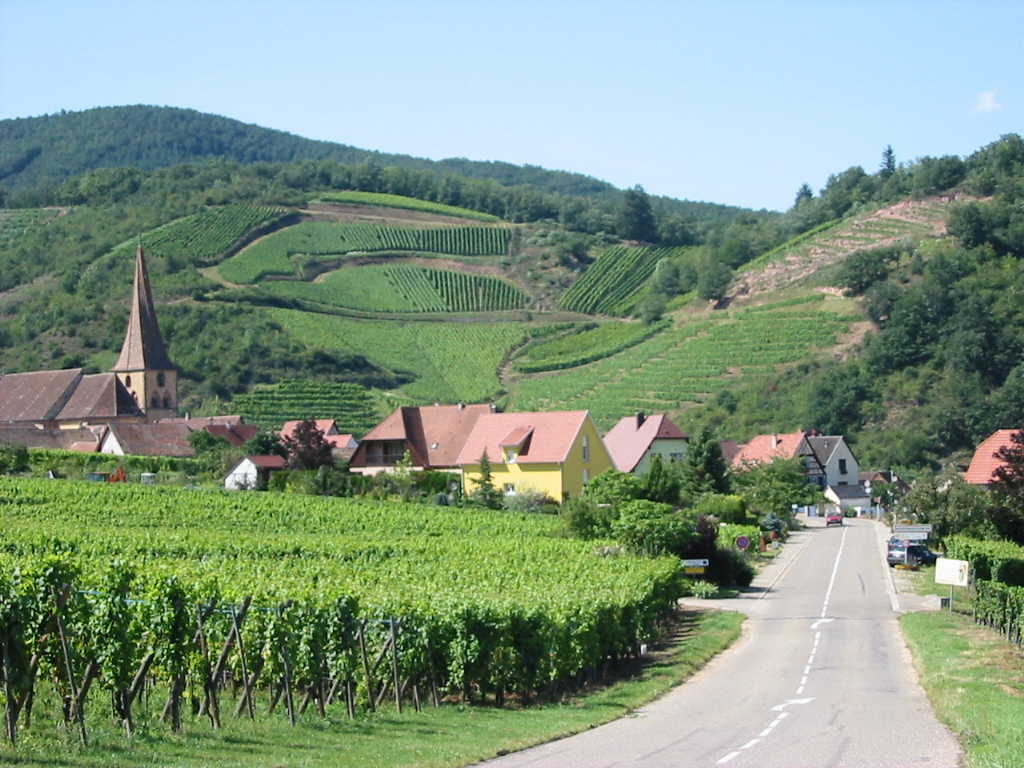
Виноградник в Эльзасе

Эльзас — в прошлом немецкоязычная провинция северо-востока Франции на границе со Швейцарией и Германией. Виноделие здесь имеет больше общего с виноделием Германии, чем Франции. Протянувшись на сотню километров с севера на юг, эльзасские виноградники расположены на залитых солнцем холмах. Горы Вогезы защищают Эльзас от влияния Атлантики и служат своего рода регулятором осадков; лето здесь солнечное и жаркое, зимы холоднее, чем в других регионах страны, со снегопадами, но тем не менее сильные морозы случаются редко. 
Bиноградники культивируются на разнообразных почвах региона: песок, известняк, глина, галечник на площади 15.000 Га. Среди сортов преобладают рислинг, гевюрцтраминер и пино-блан.
В Эльзасе производится 1,15 млн гектолитров вина в год (около 150 млн бутылок) — главным образом, белые вина (90 % всей продукции), и, в меньшей степени, красные, розовые и игристые. Производятся вина таких контролируемых наименований, как «Эльзас» с названием сорта винограда, из которого оно было изготовлено, «Эльзас Гран Крю», «Эдельцвикер», «Креман д’Эльзас». Все эльзасские вина должны разливаться в месте производства по особым бутылкам с длинным горлышком («эльзасская флейта»).

### Юго-Запад
Винодельческий регион Юго-Запад (фр. Sud-Ouest) представляет собой несколько изолированных винодельческих районов, расположенных более менее полностью на территории французских административных регионов Аквитания (исключая департамент Жиронда) и Юг — Пиренеи. В некоторых районах производят по большей части красные вина, по вкусу напоминающие красное бордо, в других районах производят сухие и десертные белые вина. В состав региона входят следующие винодельческие районы:
- Бержерак и другие районы, находящиеся выше по течению реки Дордонь;
- Районы в верхнем течении Гаронны, включая Каор;
- Районы в Гаскони, где производят Арманьяк, Мадиран, Пашренк-дю-Вик-Биль и Тюрсан;
- Беарн, где производится Жюрансон;
- Французская страна басков, где производится Ирулеги.

На территории винодельческого региона Юго-Запад производятся вина контролируемых по происхождению наименований (AOC-AOP), лимитированные вина высшего качества (AOVDQS-AOP), региональные вина (IGP) и столовые вина.

### Юра
В Юра, небольшом по площади регионе на границе со Швейцарией, производится несколько нетипичных для Франции сортов вина, таких как жёлтое вино (Vin Jaune) и соломенное вино (Vin de Paille). Винодельни региона Юра разделены на шесть аппелласьонов. Здешний терруар во многом схож с бургундским ввиду довольно прохладного климата. Помимо древнего сорта саваньен, здесь весьма распространены бургундские сорта (пино-нуар, шардоне).
Арманьяк (Armagnac)
белые сорта:
- Коломбар (Colombard)
- Фоль бланш (Folle blanche)
- Уни блан (Ugni blanc)

Бордо (Bordeaux)
красные сорта:
- Каберне фран (Cabernet franc)
- Каберне совиньон (Cabernet sauvignon)
- Карменер (Carmenere)
- Мальбек (Malbec)
- Мерло (Merlot)
- Пти Вердо (Petit verdot)

белые сорта:
- Мускадель (Muscadelle)
- Совиньон Блан (Sauvignon)
- Семильон (Semillion)

Божоле
Красные сорта:
- Гамэ (Gamay) — используется для вырабатывания молодого вида Божоле нуво, вин Божоле Виллаж и Божоле Крю

Бургундия (Bourgogne)
чёрные сорта:
- Гамэ (Gamay)
- Пино Нуар (Pinot Noir)

белые сорта:
- Алиготе (Aligote)
- Шардоне (Chardonnay)

Долина Луары (Val de Loire)
чёрные сорта:
- Каберне фран (Cabernet franc)
- Гамэ (Gamay)
- Гролло (Grolleau)
- Пино д’Онис (Pineau d’Aunis)[27]

белые сорта:
- Шенен (Chenin)
- Совиньон (Sauvignon)

Долина Роны (Val du Rhone)
чёрные сорта:
- Сира (Syrah)
- Кариньян (Carignan)
- Сэнсо (Cinsaut)
- Гренаш нуар (Grenache noir)
- Мурведр (Mourvedre)

белые сорта:
- Марсан (Marsanne)
- Вионье (Viognier)
- Руссан (Roussanne)
- Клерет (Clairette)
- Уни блан (Ugni blanc)

Коньяк (Cognac)
белые сорта:
- Уни блан (Ugni blanc)
- Фоль бланш
- Коломбар

Корсика (Corse)
чёрные сорта:
- Нелуччио (Niellucio)
- Чьякарелло (Sciacarello)
- Верментино (Vermentino)

Лангедок-Руссийон (Languedoc-Roussillon)
чёрные сорта:
- Кариньян (Carignan)
- Сэнсо (Cinsaut)
- Гренаш нуар (Grenache noir)
- Мурведр (Mourvedre)
- Сира (Syrah)

белые сорта:
- Бурбуленк (Bourboulenc)
- Клерет (Clairette)
- Гренаш блан (Grenache blanc)
- Макабе (Macabeu)
- Мускат белый (Muscat a petits grains)

Прованс (Provence)
чёрные сорта:
- Кариньян (Carignan)
- Сэнсо (Cinsaut)
- Гренаш нуар (Grenache noir)
- Мурведр (Mourvedre)

белые сорта:
- Клерет (Clairette)
- Уни блан (Ugni blanc)

Савойа (Savoie)
чёрные сорта:
- Мондез (Mondeuse)

белые сорта:
- Жакер (Jacquere)
- Русет (Roussette)

Шампань (Champagne)
чёрные сорта:
- Пино менье (Pinot meunier)
- Пино Нуар (Pinot Noir)

белые сорта:
- Шардоне (Chardonnay)

Эльзас (Alsace)
чёрные сорта:
- Пино Нуар (Pinot Noir)

белые сорта:
- Гевюрцтраминер (Gewurtztraminer)
- Пино гри (Pinot gris)
- Рислинг (Riesling)
- Сильванер (Sylvaner)

Юго-Запад (Sud-Ouest)
чёрные сорта:
- Каберне фран (Cabernet franc)
- Каберне совиньон (Cabernet sauvignon)
- Мальбек (Кот) (Malbec (Cot))
- Танна (Tannat)

белые сорта:
- Коломбар (Colombard)
- Лен д’Эль (Len de l’El)
- Пти Мансен (Petit Manseng)
- Гро Мансен (Gros Manseng)
- Мозак (Mauzac)
- Мюскадель (Muscadelle)
- Совиньон (Sauvignon)
- Семильон (Semillion)
- Уни блан (Ugni blanc)

Юра (Jura)
чёрные сорта:
- Пульсар (Poulsard)
- Труссо (Trousseau)

белые сорта:
- Шардоне (Chardonnay)
- Саванин (Savagnin)

## Форма бутылки и пробка

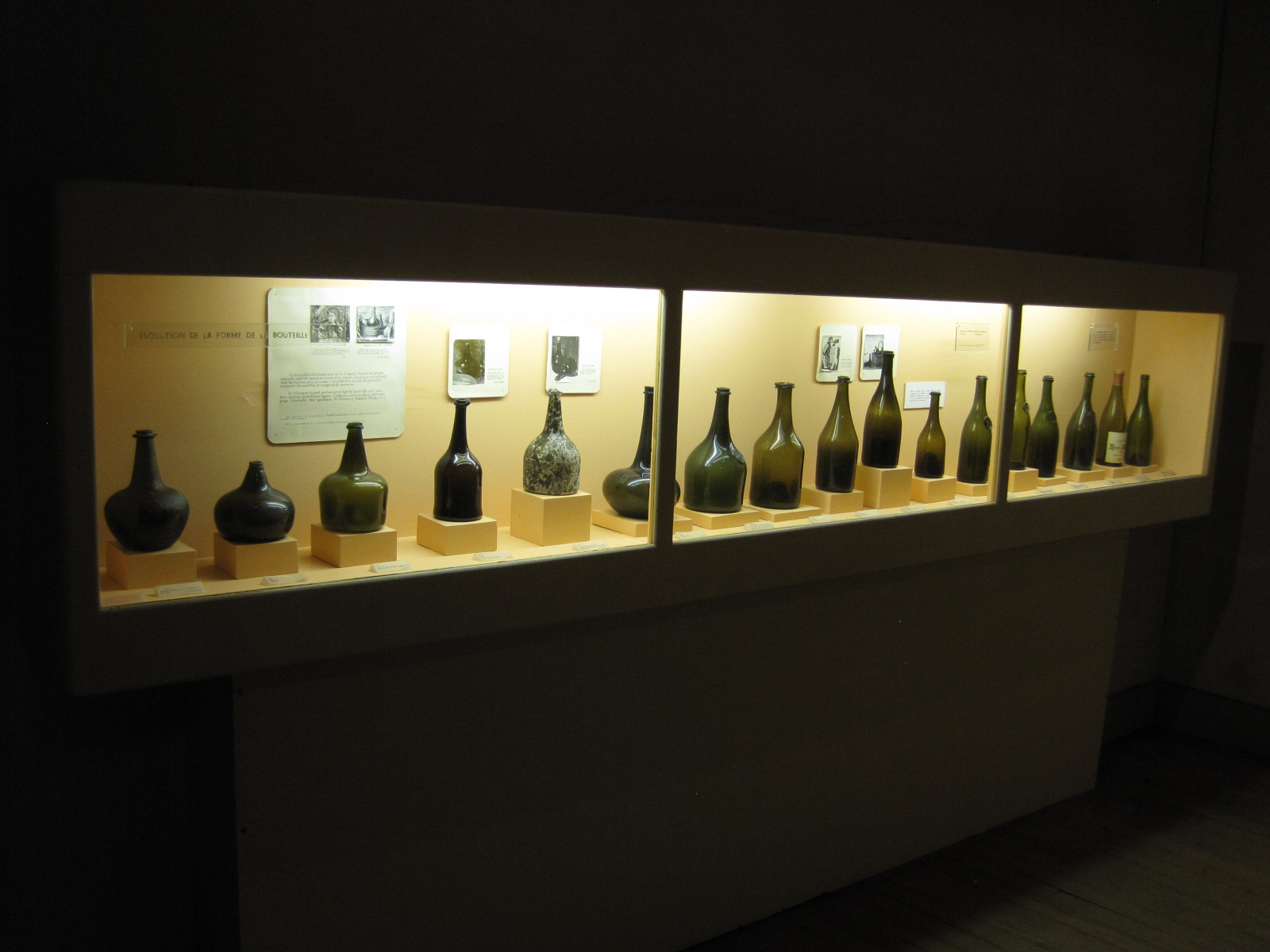
Эволюция формы винных бутылок

Для винодельческой технологии имеет значение форма винной бутылки. Например, французские вина из Бордо обладают характерным осадком, и их, как правило, разливают в бутылки с «крутыми плечиками» и глубокой выемкой («пунтом») внизу. Когда напиток наливают, широкие плечики блокируют доступ осадка в бокал. У бургундских вин осадка не бывает, поэтому и форма бутылки совершенно иная — более гладкая. Совершенно не характерна для Франции удлинённая форма бутылок эльзасского вина.
Качество винной пробки определяется материалом изготовления (в идеальном варианте это — дуб), а также наличием маркировки, дублирующей информацию на этикетке.

## Современные тенденции
Рост конкуренции на международных рынках (в первую очередь, со стороны виноделов Нового Света) поставил французскую винодельческую отрасль в сложное положение. С 1980 по 2010 годы доля Франции в мировой винной торговле сократилась на 30 %. Основной удар пришёлся на вина среднего и нижнего ценового сегмента, тогда как французские вина верхнего сегмента рынка (особенно бургундские) пользуются неослабевающим спросом и во Франции, и за рубежом (даже несмотря на постоянный рост цен). Как и много веков назад, наиболее значимым зарубежным рынком для французских виноделов остаётся Великобритания.
В условиях глобального потепления сбор урожая начинается обычно во второй декаде августа и продолжается до конца октября, за редкими исключениями ранних урожаев 1893, 1976, 2003 и 2007 годов. За последние 15 лет ручной сбор винограда был полностью механизирован, чему благоприятствует расположение бо́льшей части виноградников на равнинных территориях.

## Потребление вина во Франции

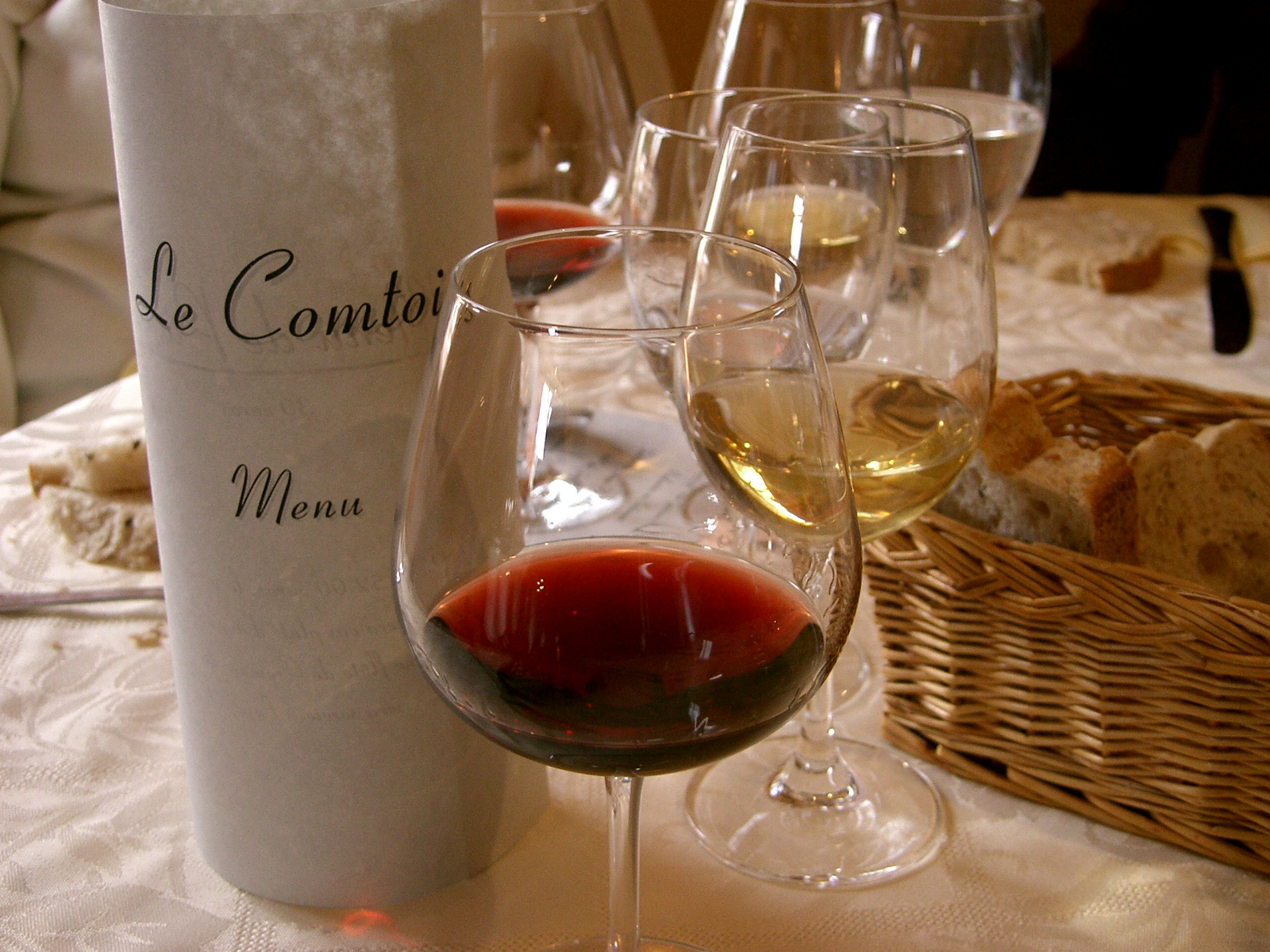
Бокал бургундского

По величине потребления вина на душу населения французы лидируют в мире, но в абсолютных цифрах Франция (321 млн ящиков вина) отстаёт от США (330 млн). 71 % населения отдают предпочтение красному вину, четверть населения — белому, а оставшиеся 4 % — розовому. Среди мужчин любителей красного вина — 74 %, среди женщин — 62 %. Любимым поводом для распития вина является вечер с друзьями, в ресторане, свадьба и т. д. Критерием для покупки того или иного сорта вина является чаще всего известность апелласьона или рекомендация знакомых. В 58 % случаев алкогольный напиток приобретается для немедленного потребления, в 41 % случаев — для выдержки. Миру известен также так называемый французский парадокс, который состоит в том, что при употреблении большого количества жирной пищи и вина французы реже граждан других стран страдают сердечно-сосудистыми заболеваниями.

## Музеи вина
В 1938 году в средневековом герцогском дворце бургундского города Бон открылся первый в мире музей вина. В столице Франции с 1984 года существует более обширный Музей вина, где можно ознакомиться с историей и технологией французского виноделия. В 2016 году в Бордо президентом Франции было торжественно открыто музейно-просветительское пространство под названием «Город вина». Менее крупные музеи виноделия в начале XXI века появились во всех винодельческих регионах страны.